# Réacteur S5G

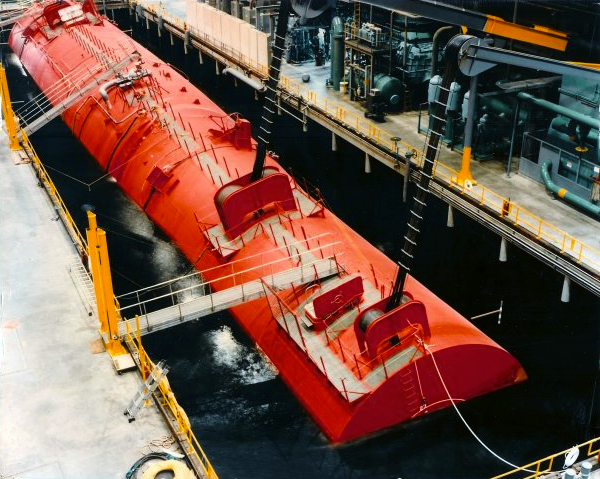
Le prototype du réacteur S5G à la Naval Reactors Facility.

Le S5G Reactor est un type de réacteur nucléaire naval conçu par General Electric pour le compte de l'United States Navy. Deux exemplaires seulement de ce type de réacteur existent : l'un comme prototype à terre basé au laboratoire national de l'Idaho, à la Naval Power Traing Unit et le second fut embarqué sur le sous-marin nucléaire d'attaque USS Narwhal (SSN-671), en service de 1967 à 1999.
L’acronyme S5G signifie :
- S = sous-marin (Submarine)
- 5 = numéro de la génération pour le fabricant
- G = General Electric pour le nom du fabricant

Ce modèle de réacteur est un prototype utilisant le principe de la circulation naturelle, principe qui sera plus tard réutilisé via le réacteur S8G qui est en est considéré comme une évolution. Cette particularité visait à augmenter la discrétion du sous-marin, caractéristique primordiale au bon déroulement de toute mission de patrouille sous-marine. Il s'agissait par ailleurs du sous-marin le plus silencieux de toute la flotte américaine.
Le prototype du réacteur, servant à la fois à des fins de recherche et à des fins d'entraînement, fut lancé en 1965 avant d'être stoppé définitivement en mai 1995, après que 11 500 personnes se soient entraînées avec celui-ci.
Un réacteur S5G est équipé de deux systèmes de refroidissement ainsi que deux générateurs de vapeur. Utilisant le principe de la circulation naturelle, diverses modifications durent être réalisées pour permettre son embarquement à bord, comme le déplacement du générateur de vapeur vers la partie supérieure du navire, et de la cuve vers le bas afin de permettre ce procédé de circulation naturelle. Les pompes de refroidissement furent également rétrécies. La turbine mesurait environ 12 pieds (3,7 m) de diamètre pour 30 pieds (9,1 m) de long, ce qui constitue une taille importante, malgré tout nécessaire pour tourner plus lentement, autre besoin de la circulation naturelle.
Il développait un total de 90 MW pour environ 17 000 SHP, soit un total de près de 12,7 MW,.